# Константин Томов
Константин Коцев Томов, известен като Коста Томов, е политик от Българския земеделски народен съюз (БЗНС). Той е вътрешен и военен министър в правителството на Александър Стамболийски, но в края на управлението му е изключен от съюза.

## Биография
Томов е роден на 20 октомври (8 октомври стар стил) 1888 г. в Кунино, Врачанско, втори син на многодетно семейство. завърщва прогимназия в Луковит, гимназия в Габрово и „Право“ в Софийския университет „Свети Климент Охридски“. Докато следва, работи като учител, за да се издържа.
Увлича се от социализма. Неговият съселянин и по-късно виден комунистически функционер и академик Сава Гановски споделя в мемоарите си: „Коста Томов беше по онова време наш учител в социализма“. Преминава в редиците на БЗНС през 1908 г.
Участва в Първата световна война, след което става главен редактор на вестниците „Земеделско знаме“ и „Земеделска правда“. Член е на Управителния съвет на „Народен магазин“, управител е на Българската кооперативна банка (1921) и председател на Съюза на цвеклопроизводителите.
Коста Томов е най-младият депутат в XVIII обикновено народно събрание. През 1920 – 1921 г. е подпредседател на XIX обикновено народно събрание. След това е министър на вътрешните работи и народното здраве (1921) и министър на войната (1921 – 1923) в кабинета на Стамболийски.
Той, Марко Турлаков и Христо Манолов образуват група в БЗНС, която ратува за сътрудничество на земеделците с десните политически сили. Тази дейност и неуспехът му да се справи с окупацията на Кюстендил от отряд на ВМРО в началото на декември 1922 г. водят до силно недоволство сред членовете на БЗНС.
В началото на февруари 1923 г. е освободен от правителството и заедно с Марко Турлаков и Христо Манолов започва остра фракционна борба срещу Александър Стаболийски, която довежда до изключването на Томов от партията.
След преврата на 9 юни 1923 г. участва в издаването на вестник „Обнова“, който продължава атаките срещу БЗНС. През 1924 г. полага големи усилия да се добере отново до ръководните органи на БЗНС, което му се удава, макар и за кратко. Също закратко е арестуван във връзка с т.нар. Търновски събития. След разцеплението на БЗНС през 1926 г. оглавява земеделската десница, известна като БЗНС Оранжев. През 1931 г., след установяването на управлението на Народния блок, преминава в БЗНС Врабча 1, а през януари 1934 г. заедно с група съмишленици минава в редовете на профашисткото Народно социално движение на проф. Александър Цанков.
Това не му пречи да поддържа добри отношения с дипломати от съветското посолство. Става първия председател на Управителния съвет на новосъздадената българо-съветска търговска камара на 13 септември 1934 г.
Коста Томов умира в София на 27 април 1935 г.